# Gildwiller
Gildwiller (en alsacià Gíldwíller) és un municipi francès, situat a la regió del Gran Est, al departament de l'Alt Rin. L'any 2004 tenia 284 habitants.

## Demografia
| 1962 | 1968 | 1975 | 1982 | 1990 | 1999 |
| ---- | ---- | ---- | ---- | ---- | ---- |
| 152  | 169  | 188  | 244  | 282  | 278  |

## Administració
| Període   | Identitat           | Partit |
| --------- | ------------------- | ------ |
| 1992-2001 | Gabriel Schnoebelen |        |